# Andra omgången av Copa Libertadores 2011
Den andra omgången av Copa Libertadores 2011 spelas mellan den 9 februari och 20 april 2011.

## Format
26 lag kvalificerade sig direkt till den andra omgången medan 6 lag var tvungna att spela en första omgång för att kvalificera sig för denna omgång. De totalt 32 lagen lottades in i 8 grupper med 4 lag i varje. Lottningen skedde den 25 november 2010 i Asunción, Paraguay.
Alla lag i varje grupp möter varandra två gånger, vilket innebär att varje lag spelas 6 matcher. Varje lag får 3 poäng för en vinst, 1 poäng för en oavgjord och 0 poäng för en förlust. Följande kriterier används för avgöra ett lika-läge:
1. Målskillnad
2. Gjorda mål
3. Bortamålsregeln
4. Lottning

De två bästa lagen i varje grupp går vidare till slutspelet och åttondelsfinalerna.

## Grupper

### Grupp 1
| Nr | Lag                    | S | V | O | F | GM | IM | MS | P  |
| -- | ---------------------- | - | - | - | - | -- | -- | -- | -- |
| 1  | Libertad               | 6 | 4 | 2 | 0 | 13 | 5  | +8 | 14 |
| 2  | Once Caldas            | 6 | 1 | 4 | 1 | 7  | 8  | −1 | 7  |
| 3  | Universidad San Martín | 6 | 2 | 0 | 4 | 7  | 11 | −4 | 6  |
| 4  | San Luis               | 6 | 1 | 2 | 3 | 6  | 9  | −3 | 5  |

| Hemma \ Borta          | LIB   | OCA   | SLU   | USM   |
| Libertad               | —     | 2 – 2 | 2 – 0 | 5 – 1 |
| Once Caldas            | 1 – 1 | —     | 1 – 1 | 0 – 3 |
| San Luis               | 1 – 2 | 1 – 1 | —     | 3 – 1 |
| Universidad San Martín | 0 – 1 | 0 – 2 | 2 – 0 | —     |

|                 | 15 februari 2011 | San Luis    | 1 – 2   | Libertad                        | Estadio Alfonso Lastras                                         |                                                                 |
| 18:45 UTC−06:00 | 18:45 UTC−06:00  | Cavallo 38′ | Rapport | Pavlovich 18′ Aquino 54′ (str.) | San Luis Potosí Publik: 12,198 Domare: José Buitrago (Colombia) | San Luis Potosí Publik: 12,198 Domare: José Buitrago (Colombia) |
|                 |                  |             |         |                                 |                                                                 |                                                                 |

|                 | 16 februari 2011 | Once Caldas | 0 – 3   | Universidad San Martín        | Estadio Palogrande                                          |                                                             |
| 21:15 UTC−05:00 | 21:15 UTC−05:00  |             | Rapport | Arriola 37′, 59′ Alemanno 41′ | Manizales Publik: 7,689 Domare: Sergio Pezzotta (Argentina) | Manizales Publik: 7,689 Domare: Sergio Pezzotta (Argentina) |
|                 |                  |             |         |                               |                                                             |                                                             |

|                 | 22 februari 2011 | Universidad San Martín     | 2 – 0   | San Luis | Estadio Miguel Grau                                 |                                                     |
| 19:30 UTC−05:00 | 19:30 UTC−05:00  | Labarthe 84′ Marinelli 89′ | Rapport |          | Callao Publik: 5,000 Domare: Wilson Seneme (Brazil) | Callao Publik: 5,000 Domare: Wilson Seneme (Brazil) |
|                 |                  |                            |         |          |                                                     |                                                     |

|                 | 22 februari 2011 | Once Caldas | 1 – 1   | Libertad    | Estadio Palogrande                                       |                                                          |
| 21:45 UTC−05:00 | 21:45 UTC−05:00  | Moreno 28′  | Rapport | Ayala 90+4′ | Manizales Publik: 6,226 Domare: Saúl Laverni (Argentina) | Manizales Publik: 6,226 Domare: Saúl Laverni (Argentina) |
|                 |                  |             |         |             |                                                          |                                                          |

|                 | 2 mars 2011     | San Luis   | 1 – 1   | Once Caldas | Estadio Alfonso Lastras                                           |                                                                   |
| 21:15 UTC−06:00 | 21:15 UTC−06:00 | Arroyo 17′ | Rapport | Rentería 2′ | San Luis Potosí Publik: 6,522 Domare: Joaquín Antequera (Bolivia) | San Luis Potosí Publik: 6,522 Domare: Joaquín Antequera (Bolivia) |
|                 |                 |            |         |             |                                                                   |                                                                   |

|                 | 8 mars 2011     | Libertad                                          | 5 – 1   | Universidad San Martín | Estadio Dr. Nicolás Léoz                                 |                                                          |
| 19:15 UTC−03:00 | 19:15 UTC−03:00 | Rojas 14′ Orue 18′ Maciel 28′ Ayala 50′ Pouso 84′ | Rapport | Alemanno 4′            | Asunción Publik: 2,317 Domare: Roberto Silvera (Uruguay) | Asunción Publik: 2,317 Domare: Roberto Silvera (Uruguay) |
|                 |                 |                                                   |         |                        |                                                          |                                                          |

|                 | 15 mars 2011    | Universidad San Martín | 0 – 1   | Libertad          | Estadio Miguel Grau                               |                                                   |
| 17:15 UTC−05:00 | 17:15 UTC−05:00 |                        | Rapport | Aquino 23′ (str.) | Callao Publik: 1,414 Domare: Heber Lopes (Brazil) | Callao Publik: 1,414 Domare: Heber Lopes (Brazil) |
|                 |                 |                        |         |                   |                                                   |                                                   |

|                 | 15 mars 2011    | Once Caldas | 1 – 1   | San Luis     | Estadio Palogrande                                   |                                                      |
| 21:45 UTC−05:00 | 21:45 UTC−05:00 | Nuñez 78′   | Rapport | Medina 90+3′ | Manizales Publik: 6,906 Domare: Omar Ponce (Ecuador) | Manizales Publik: 6,906 Domare: Omar Ponce (Ecuador) |
|                 |                 |             |         |              |                                                      |                                                      |

|                 | 22 mars 2011    | Libertad             | 2 – 2   | Once Caldas       | Estadio Dr. Nicolás Léoz                                |                                                         |
| 21:15 UTC−03:00 | 21:15 UTC−03:00 | Pavlovich 15′, 90+2′ | Rapport | Rentería 11′, 17′ | Asunción Publik: 1,240 Domare: Líber Prudente (Uruguay) | Asunción Publik: 1,240 Domare: Líber Prudente (Uruguay) |
|                 |                 |                      |         |                   |                                                         |                                                         |

|                 | 22 mars 2011    | San Luis                  | 3 – 1   | Universidad San Martín | Estadio Alfonso Lastras                                      |                                                              |
| 20:30 UTC−06:00 | 20:30 UTC−06:00 | Medina 2′ Arroyo 13′, 74′ | Rapport | Quinteros 60′          | San Luis Potosí Publik: 2,750 Domare: Diego Abal (Argentina) | San Luis Potosí Publik: 2,750 Domare: Diego Abal (Argentina) |
|                 |                 |                           |         |                        |                                                              |                                                              |

|                 | 19 april 2011   | Libertad                   | 2 – 0   | San Luis | Estadio Dr. Nicolás Léoz                              |                                                       |
| 21:30 UTC−04:00 | 21:30 UTC−04:00 | González 10′ Pavlovich 16′ | Rapport |          | Asunción Publik: 474 Domare: Salvio Fagundes (Brazil) | Asunción Publik: 474 Domare: Salvio Fagundes (Brazil) |
|                 |                 |                            |         |          |                                                       |                                                       |

|                 | 19 april 2011   | Universidad San Martín | 0 – 2   | Once Caldas               | Estadio Miguel Grau                                |                                                    |
| 20:30 UTC−05:00 | 20:30 UTC−05:00 |                        | Rapport | Rentería 16′ Mirabaje 76′ | Callao Publik: 1,904 Domare: Enrique Osses (Chile) | Callao Publik: 1,904 Domare: Enrique Osses (Chile) |
|                 |                 |                        |         |                           |                                                    |                                                    |

### Grupp 2
| Nr | Lag               | S | V | O | F | GM | IM | MS | P  |
| -- | ----------------- | - | - | - | - | -- | -- | -- | -- |
| 1  | Junior            | 6 | 4 | 1 | 1 | 9  | 7  | +2 | 13 |
| 2  | Grêmio            | 6 | 3 | 1 | 2 | 9  | 6  | +3 | 10 |
| 3  | Oriente Petrolero | 6 | 2 | 0 | 4 | 7  | 8  | −1 | 6  |
| 4  | León de Huánuco   | 6 | 1 | 2 | 3 | 4  | 8  | −4 | 5  |

| Hemma \ Borta     | GRÊ   | JUN   | LHÚ   | OPE   |
| Grêmio            | —     | 2 – 0 | 2 – 0 | 3 – 0 |
| Junior            | 2 – 1 | —     | 1 – 1 | 2 – 1 |
| León de Huánuco   | 1 – 1 | 1 – 2 | —     | 1 – 0 |
| Oriente Petrolero | 3 – 0 | 1 – 2 | 2 – 0 | —     |

|                 | 17 februari 2011 | León de Huánuco | 1 – 2   | Junior                | Estadio Heraclio Tapia                                 |                                                        |
| 14:30 UTC−05:00 | 14:30 UTC−05:00  | Elías 86′       | Rapport | Viáfara 23′ Bacca 65′ | Huánuco Publik: 11,115 Domare: Paulo Oliveira (Brazil) | Huánuco Publik: 11,115 Domare: Paulo Oliveira (Brazil) |
|                 |                  |                 |         |                       |                                                        |                                                        |

|                 | 17 februari 2011 | Grêmio                             | 3 – 0   | Oriente Petrolero | Estádio Olímpico Monumental                                  |                                                              |
| 19:45 UTC−02:00 | 19:45 UTC−02:00  | Douglas 43′ (str.), 70′ Gilson 48′ | Rapport |                   | Porto Alegre Publik: 32,791 Domare: Líber Prudente (Uruguay) | Porto Alegre Publik: 32,791 Domare: Líber Prudente (Uruguay) |
|                 |                  |                                    |         |                   |                                                              |                                                              |

|                 | 23 februari 2011 | León de Huánuco | 1 – 0   | Oriente Petrolero | Estadio Heraclio Tapia                                     |                                                            |
| 15:15 UTC−05:00 | 15:15 UTC−05:00  | Zegarra 36′     | Rapport |                   | Huánuco Publik: 5,964 Domare: Marlon Escalante (Venezuela) | Huánuco Publik: 5,964 Domare: Marlon Escalante (Venezuela) |
|                 |                  |                 |         |                   |                                                            |                                                            |

|                 | 24 februari 2011 | Junior                    | 2 – 1   | Grêmio    | Estadio Metropolitano Roberto Meléndez                       |                                                              |
| 21:45 UTC−05:00 | 21:45 UTC−05:00  | Hernández 28′ Viáfara 74′ | Rapport | Borges 4′ | Barranquilla Publik: 20,348 Domare: Marco Rodríguez (Mexico) | Barranquilla Publik: 20,348 Domare: Marco Rodríguez (Mexico) |
|                 |                  |                           |         |           |                                                              |                                                              |

|                 | 3 mars 2011     | Grêmio                           | 2 – 0   | León de Huánuco | Estádio Olímpico Monumental                               |                                                           |
| 20:15 UTC−03:00 | 20:15 UTC−03:00 | André Lima 41′ Borges 54′ (str.) | Rapport |                 | Porto Alegre Publik: 26,455 Domare: Enrique Osses (Chile) | Porto Alegre Publik: 26,455 Domare: Enrique Osses (Chile) |
|                 |                 |                                  |         |                 |                                                           |                                                           |

|                 | 9 mars 2011     | Oriente Petrolero | 1 – 2   | Junior              | Estadio Ramón Tahuichi Aguilera                              |                                                              |
| 18:30 UTC−04:00 | 18:30 UTC−04:00 | Arce 90+1′        | Rapport | Cortés 27′ Páez 46′ | Santa Cruz Publik: 10,668 Domare: Gabriel Favale (Argentina) | Santa Cruz Publik: 10,668 Domare: Gabriel Favale (Argentina) |
|                 |                 |                   |         |                     |                                                              |                                                              |

|                 | 17 mars 2011    | León de Huánuco | 1 – 1   | Grêmio             | Estadio Heraclio Tapia                                |                                                       |
| 15:00 UTC−05:00 | 15:00 UTC−05:00 | Elías 43′       | Rapport | Carlos Alberto 54′ | Huánuco Publik: 9,684 Domare: Roberto García (Mexico) | Huánuco Publik: 9,684 Domare: Roberto García (Mexico) |
|                 |                 |                 |         |                    |                                                       |                                                       |

|                 | 17 mars 2011    | Junior                | 2 – 1   | Oriente Petrolero | Estadio Metropolitano Roberto Meléndez                    |                                                           |
| 21:45 UTC−05:00 | 21:45 UTC−05:00 | Bacca 64′, 72′ (str.) | Rapport | Campos 48′        | Barranquilla Publik: 13,155 Domare: Juan Soto (Venezuela) | Barranquilla Publik: 13,155 Domare: Juan Soto (Venezuela) |
|                 |                 |                       |         |                   |                                                           |                                                           |

|                 | 24 mars 2011    | Oriente Petrolero   | 2 – 0   | León de Huánuco | Estadio Ramón Tahuichi Aguilera                             |                                                             |
| 18:30 UTC−04:00 | 18:30 UTC−04:00 | Peña 16′ Campos 77′ | Rapport |                 | Santa Cruz Publik: 2,020 Domare: Alfredo Intriago (Ecuador) | Santa Cruz Publik: 2,020 Domare: Alfredo Intriago (Ecuador) |
|                 |                 |                     |         |                 |                                                             |                                                             |

|                 | 7 april 2011    | Grêmio               | 2 – 0   | Junior | Estádio Olímpico Monumental                                     |                                                                 |
| 19:15 UTC−03:00 | 19:15 UTC−03:00 | Lúcio 33′ Borges 60′ | Rapport |        | Porto Alegre Publik: 28,798 Domare: Héctor Baldassi (Argentina) | Porto Alegre Publik: 28,798 Domare: Héctor Baldassi (Argentina) |
|                 |                 |                      |         |        |                                                                 |                                                                 |

|                 | 14 april 2011   | Oriente Petrolero                  | 3 – 0   | Grêmio | Estadio Ramón Tahuichi Aguilera                       |                                                       |
| 21:45 UTC−04:00 | 21:45 UTC−04:00 | Fernández 50′ Saucedo 75′ Arce 79′ | Rapport |        | Santa Cruz Publik: 3,360 Domare: Omar Ponce (Ecuador) | Santa Cruz Publik: 3,360 Domare: Omar Ponce (Ecuador) |
|                 |                 |                                    |         |        |                                                       |                                                       |

|                 | 14 april 2011   | Junior    | 1 – 1   | León de Huánuco | Estadio Metropolitano Roberto Meléndez                   |                                                          |
| 20:45 UTC−05:00 | 20:45 UTC−05:00 | Gómez 75′ | Rapport | Rodríguez 84′   | Barranquilla Publik: 7,626 Domare: Carlos Vera (Ecuador) | Barranquilla Publik: 7,626 Domare: Carlos Vera (Ecuador) |
|                 |                 |           |         |                 |                                                          |                                                          |

### Grupp 3
| Nr | Lag                | S | V | O | F | GM | IM | MS | P  |
| -- | ------------------ | - | - | - | - | -- | -- | -- | -- |
| 1  | Club América       | 6 | 3 | 1 | 2 | 8  | 7  | +1 | 10 |
| 2  | Fluminense         | 6 | 2 | 2 | 2 | 9  | 9  | 0  | 8  |
| 3  | Nacional           | 6 | 2 | 2 | 2 | 3  | 3  | 0  | 8  |
| 4  | Argentinos Juniors | 6 | 2 | 1 | 3 | 9  | 10 | −1 | 7  |

| Hemma \ Borta      | ARG   | CAM   | FLU   | NAC   |
| Argentinos Juniors | —     | 3 – 1 | 2 – 4 | 0 – 1 |
| Club América       | 2 – 1 | —     | 1 – 0 | 2 – 0 |
| Fluminense         | 2 – 2 | 3 – 2 | —     | 0 – 0 |
| Nacional           | 0 – 1 | 0 – 0 | 2 – 0 | —     |

|                 | 9 februari 2011 | Fluminense            | 2 – 2   | Argentinos Juniors | Estádio Olímpico João Havelange (Engenhão)                     |                                                                |
| 22:00 UTC−02:00 | 22:00 UTC−02:00 | Rafael Moura 57′, 73′ | Rapport | Niell 44′, 70′     | Rio de Janeiro Publik: 15,939 Domare: Carlos Torres (Paraguay) | Rio de Janeiro Publik: 15,939 Domare: Carlos Torres (Paraguay) |
|                 |                 |                       |         |                    |                                                                |                                                                |

|                 | 15 februari 2011 | Club América         | 2 – 0   | Nacional | Estadio Azteca                                           |                                                          |
| 21:00 UTC−06:00 | 21:00 UTC−06:00  | Sánchez 3′ Vuoso 48′ | Rapport |          | Mexico City Publik: 18,049 Domare: Óscar Ruiz (Colombia) | Mexico City Publik: 18,049 Domare: Óscar Ruiz (Colombia) |
|                 |                  |                      |         |          |                                                          |                                                          |

|                 | 23 februari 2011 | Fluminense | 0 – 0   | Nacional | Estádio Olímpico João Havelange (Engenhão)                       |                                                                  |
| 21:50 UTC−03:00 | 21:50 UTC−03:00  |            | Rapport |          | Rio de Janeiro Publik: 10,017 Domare: Carlos Amarilla (Paraguay) | Rio de Janeiro Publik: 10,017 Domare: Carlos Amarilla (Paraguay) |
|                 |                  |            |         |          |                                                                  |                                                                  |

|                 | 24 februari 2011 | Argentinos Juniors                           | 3 – 1   | Club América   | Estadio Diego Armando Maradona                                 |                                                                |
| 21:30 UTC−03:00 | 21:30 UTC−03:00  | Salcedo 45′ (str.), 73′ Sánchez Prette 90+3′ | Rapport | Montenegro 27′ | Buenos Aires Publik: 4,373 Domare: Víctor Hugo Carrillo (Peru) | Buenos Aires Publik: 4,373 Domare: Víctor Hugo Carrillo (Peru) |
|                 |                  |                                              |         |                |                                                                |                                                                |

|                 | 2 mars 2011     | Nacional | 0 – 1   | Argentinos Juniors | Estadio Parque Central                                    |                                                           |
| 20:30 UTC−02:00 | 20:30 UTC−02:00 |          | Rapport | Niell 21′          | Montevideo Publik: 8,991 Domare: Antonio Arias (Paraguay) | Montevideo Publik: 8,991 Domare: Antonio Arias (Paraguay) |
|                 |                 |          |         |                    |                                                           |                                                           |

|                 | 2 mars 2011     | Club América | 1 – 0   | Fluminense | Estadio Azteca                                              |                                                             |
| 18:50 UTC−06:00 | 18:50 UTC−06:00 | Márquez 70′  | Rapport |            | Mexico City Publik: 22,099 Domare: Wilmar Roldán (Colombia) | Mexico City Publik: 22,099 Domare: Wilmar Roldán (Colombia) |
|                 |                 |              |         |            |                                                             |                                                             |

|                 | 15 mars 2011    | Argentinos Juniors | 0 – 1   | Nacional   | Estadio Diego Armando Maradona                           |                                                          |
| 21:30 UTC−03:00 | 21:30 UTC−03:00 |                    | Rapport | García 33′ | Buenos Aires Publik: 6,834 Domare: Enrique Osses (Chile) | Buenos Aires Publik: 6,834 Domare: Enrique Osses (Chile) |
|                 |                 |                    |         |            |                                                          |                                                          |

|                 | 23 mars 2011    | Fluminense                  | 3 – 2   | Club América     | Estádio Olímpico João Havelange (Engenhão)                     |                                                                |
| 21:50 UTC−03:00 | 21:50 UTC−03:00 | Gum 20′ Araújo 79′ Deco 86′ | Rapport | Sánchez 14′, 71′ | Rio de Janeiro Publik: 13,158 Domare: Antonio Arias (Paraguay) | Rio de Janeiro Publik: 13,158 Domare: Antonio Arias (Paraguay) |
|                 |                 |                             |         |                  |                                                                |                                                                |

|                 | 6 april 2011    | Nacional        | 2 – 0   | Fluminense | Estadio Centenario                                      |                                                         |
| 21:45 UTC−03:00 | 21:45 UTC−03:00 | García 50′, 66′ | Rapport |            | Montevideo Publik: 44,952 Domare: Óscar Ruiz (Colombia) | Montevideo Publik: 44,952 Domare: Óscar Ruiz (Colombia) |
|                 |                 |                 |         |            |                                                         |                                                         |

|                 | 6 april 2011    | Club América          | 2 – 1   | Argentinos Juniors | Estadio Azteca                                                |                                                               |
| 21:50 UTC−05:00 | 21:50 UTC−05:00 | Vuoso 72′ Márquez 82′ | Rapport | Niell 48′          | Mexico City Publik: 19,451 Domare: Carlos Amarilla (Paraguay) | Mexico City Publik: 19,451 Domare: Carlos Amarilla (Paraguay) |
|                 |                 |                       |         |                    |                                                               |                                                               |

|                 | 20 april 2011   | Nacional | 0 – 0   | Club América | Estadio Centenario                                            |                                                               |
| 21:50 UTC−03:00 | 21:50 UTC−03:00 |          | Rapport |              | Montevideo Publik: 45,779 Domare: Víctor Hugo Carrillo (Peru) | Montevideo Publik: 45,779 Domare: Víctor Hugo Carrillo (Peru) |
|                 |                 |          |         |              |                                                               |                                                               |

|                 | 20 april 2011   | Argentinos Juniors             | 2 – 4   | Fluminense                                            | Estadio Diego Armando Maradona                              |                                                             |
| 21:50 UTC−03:00 | 21:50 UTC−03:00 | Salcedo 25′ (str.) Oberman 54′ | Rapport | Júlio César 17′ Fred 40′, 88′ (str.) Rafael Moura 68′ | Buenos Aires Publik: 5,706 Domare: Wilmar Roldán (Colombia) | Buenos Aires Publik: 5,706 Domare: Wilmar Roldán (Colombia) |
|                 |                 |                                |         |                                                       |                                                             |                                                             |

### Grupp 4
| Nr | Lag                  | S | V | O | F | GM | IM | MS | P  |
| -- | -------------------- | - | - | - | - | -- | -- | -- | -- |
| 1  | Universidad Católica | 6 | 3 | 2 | 1 | 11 | 9  | +2 | 11 |
| 2  | Vélez Sársfield      | 6 | 3 | 1 | 2 | 12 | 7  | +5 | 10 |
| 3  | Caracas              | 6 | 3 | 0 | 3 | 7  | 10 | −3 | 9  |
| 4  | Unión Española       | 6 | 1 | 1 | 4 | 7  | 11 | −4 | 4  |

| Hemma \ Borta        | CARA  | UNIE  | UNIC  | VÉSÁ  |
| Caracas              | —     | 2 – 0 | 0 – 2 | 0 – 3 |
| Unión Española       | 1 – 2 | —     | 2 – 2 | 2 – 1 |
| Universidad Católica | 1 – 3 | 2 – 1 | —     | 0 – 0 |
| Vélez Sársfield      | 3 – 0 | 2 – 1 | 3 – 4 | —     |

|                 | 15 februari 2011 | Vélez Sársfield                             | 3 – 0   | Caracas | Estadio José Amalfitani                                  |                                                          |
| 19:30 UTC−03:00 | 19:30 UTC−03:00  | Moralez 44′ Ramírez 59′ Martínez 83′ (str.) | Rapport |         | Buenos Aires Publik: 7,351 Domare: Enrique Osses (Chile) | Buenos Aires Publik: 7,351 Domare: Enrique Osses (Chile) |
|                 |                  |                                             |         |         |                                                          |                                                          |

|                 | 16 februari 2011 | Unión Española            | 2 – 2   | Universidad Católica   | Estadio Santa Laura                                  |                                                      |
| 18:45 UTC−03:00 | 18:45 UTC−03:00  | Monje 47′ Leal 90′ (str.) | Rapport | Pratto 66′ Meneses 71′ | Santiago Publik: 10,660 Domare: Claudio Puga (Chile) | Santiago Publik: 10,660 Domare: Claudio Puga (Chile) |
|                 |                  |                           |         |                        |                                                      |                                                      |

|                 | 3 mars 2011     | Vélez Sársfield                    | 3 – 4   | Universidad Católica                 | Estadio José Amalfitani                                     |                                                             |
| 20:15 UTC−03:00 | 20:15 UTC−03:00 | Ortiz 20′ Fernández 21′ Papa 45+1′ | Rapport | Pratto 1′, 87′ Costa 73′ Pizarro 90′ | Buenos Aires Publik: 8,954 Domare: Carlos Torres (Paraguay) | Buenos Aires Publik: 8,954 Domare: Carlos Torres (Paraguay) |
|                 |                 |                                    |         |                                      |                                                             |                                                             |

|                 | 3 mars 2011     | Caracas                         | 2 – 0   | Unión Española | Estadio Olímpico de la UCV                           |                                                      |
| 21:00 UTC−04:30 | 21:00 UTC−04:30 | Jiménez 39′ (str.) Barahona 53′ | Rapport |                | Caracas Publik: 10,120 Domare: Carlos Vera (Ecuador) | Caracas Publik: 10,120 Domare: Carlos Vera (Ecuador) |
|                 |                 |                                 |         |                |                                                      |                                                      |

|                 | 9 mars 2011     | Universidad Católica | 1 – 3   | Caracas                       | Estadio San Carlos de Apoquindo                       |                                                       |
| 21:45 UTC−03:00 | 21:45 UTC−03:00 | Calandria 53′        | Rapport | Cabezas 46′, 49′ Barahona 48′ | Santiago Publik: 13,491 Domare: Raúl Orozco (Bolivia) | Santiago Publik: 13,491 Domare: Raúl Orozco (Bolivia) |
|                 |                 |                      |         |                               |                                                       |                                                       |

|                 | 10 mars 2011    | Unión Española      | 2 – 1   | Vélez Sársfield | Estadio Santa Laura                                   |                                                       |
| 19:15 UTC−03:00 | 19:15 UTC−03:00 | Ligüera 3′ Leal 25′ | Rapport | Ramírez 68′     | Santiago Publik: 6,209 Domare: Wilson Seneme (Brazil) | Santiago Publik: 6,209 Domare: Wilson Seneme (Brazil) |
|                 |                 |                     |         |                 |                                                       |                                                       |

|                 | 22 mars 2011    | Caracas | 0 – 2   | Universidad Católica      | Estadio Olímpico de la UCV                              |                                                         |
| 19:45 UTC−04:30 | 19:45 UTC−04:30 |         | Rapport | Villanueva 48′ Pratto 84′ | Caracas Publik: 18,232 Domare: Paul Delgadillo (Mexico) | Caracas Publik: 18,232 Domare: Paul Delgadillo (Mexico) |
|                 |                 |         |         |                           |                                                         |                                                         |

|                 | 24 mars 2011    | Vélez Sársfield    | 2 – 1   | Unión Española | Estadio José Amalfitani                                     |                                                             |
| 21:45 UTC−03:00 | 21:45 UTC−03:00 | Papa 23′ Silva 68′ | Rapport | Delgado 33′    | Buenos Aires Publik: 5,913 Domare: Salvio Fagundes (Brazil) | Buenos Aires Publik: 5,913 Domare: Salvio Fagundes (Brazil) |
|                 |                 |                    |         |                |                                                             |                                                             |

|                 | 6 april 2011    | Unión Española | 1 – 2   | Caracas               | Estadio Santa Laura                                    |                                                        |
| 19:30 UTC−03:00 | 19:30 UTC−03:00 | Jaime 2′       | Rapport | Peña 33′ Martínez 83′ | Santiago Publik: 5,411 Domare: Leandro Vuaden (Brazil) | Santiago Publik: 5,411 Domare: Leandro Vuaden (Brazil) |
|                 |                 |                |         |                       |                                                        |                                                        |

|                 | 7 april 2011    | Universidad Católica | 0 – 0   | Vélez Sársfield | Estadio San Carlos de Apoquindo                           |                                                           |
| 21:30 UTC−03:00 | 21:30 UTC−03:00 |                      | Rapport |                 | Santiago Publik: 11,143 Domare: Jorge Larrionda (Uruguay) | Santiago Publik: 11,143 Domare: Jorge Larrionda (Uruguay) |
|                 |                 |                      |         |                 |                                                           |                                                           |

|                 | 14 april 2011   | Universidad Católica     | 2 – 1   | Unión Española | Estadio San Carlos de Apoquindo                      |                                                      |
| 20:30 UTC−03:00 | 20:30 UTC−03:00 | Calandria 48′ Cañete 78′ | Rapport | Harbottle 47′  | Santiago Publik: 10,118 Domare: Jorge Osorio (Chile) | Santiago Publik: 10,118 Domare: Jorge Osorio (Chile) |
|                 |                 |                          |         |                |                                                      |                                                      |

|                 | 14 april 2011   | Caracas | 0 – 3   | Vélez Sársfield            | Estadio Olímpico de la UCV                              |                                                         |
| 19:00 UTC−04:30 | 19:00 UTC−04:30 |         | Rapport | Moralez 20′ Silva 46′, 54′ | Caracas Publik: 17,824 Domare: José Buitrago (Colombia) | Caracas Publik: 17,824 Domare: José Buitrago (Colombia) |
|                 |                 |         |         |                            |                                                         |                                                         |

### Grupp 5
| Nr | Lag               | S | V | O | F | GM | IM | MS | P  |
| -- | ----------------- | - | - | - | - | -- | -- | -- | -- |
| 1  | Cerro Porteño     | 6 | 3 | 2 | 1 | 13 | 8  | +5 | 11 |
| 2  | Santos            | 6 | 3 | 2 | 1 | 11 | 8  | +3 | 11 |
| 3  | Colo-Colo         | 6 | 3 | 0 | 3 | 15 | 16 | −1 | 9  |
| 4  | Deportivo Táchira | 6 | 0 | 2 | 4 | 5  | 12 | −7 | 2  |

| Hemma \ Borta     | CERP  | COLO  | DEPT  | SAN   |
| Cerro Porteño     | —     | 5 – 2 | 1 – 1 | 1 – 2 |
| Colo-Colo         | 2 – 3 | —     | 2 – 1 | 3 – 2 |
| Deportivo Táchira | 0 – 2 | 2 – 4 | —     | 0 – 0 |
| Santos            | 1 – 1 | 3 – 2 | 3 – 1 | —     |

|                 | 15 februari 2011 | Deportivo Táchira | 0 – 0   | Santos | Estadio Polideportivo de Pueblo Nuevo                      |                                                            |
| 20:45 UTC−04:30 | 20:45 UTC−04:30  |                   | Rapport |        | San Cristóbal Publik: 30,226 Domare: Carlos Vera (Ecuador) | San Cristóbal Publik: 30,226 Domare: Carlos Vera (Ecuador) |
|                 |                  |                   |         |        |                                                            |                                                            |

|                 | 17 februari 2011 | Cerro Porteño                                      | 5 – 2   | Colo-Colo                | Estadio General Pablo Rojas                          |                                                      |
| 20:00 UTC−03:00 | 20:00 UTC−03:00  | Nanni 1′, 68′ (str.) dos Santos 6′ Iturbe 46′, 85′ | Rapport | Jorquera 12′ Paredes 73′ | Asunción Publik: 14,597 Domare: Heber Lopes (Brazil) | Asunción Publik: 14,597 Domare: Heber Lopes (Brazil) |
|                 |                  |                                                    |         |                          |                                                      |                                                      |

|                 | 1 mars 2011     | Deportivo Táchira  | 2 – 4   | Colo-Colo                                   | Estadio Polideportivo de Pueblo Nuevo                     |                                                           |
| 21:00 UTC−04:30 | 21:00 UTC−04:30 | Gutiérrez 86′, 87′ | Rapport | Miralles 20′, 45+1′ Paredes 70′ Wílchez 82′ | San Cristóbal Publik: 15,323 Domare: Omar Ponce (Ecuador) | San Cristóbal Publik: 15,323 Domare: Omar Ponce (Ecuador) |
|                 |                 |                    |         |                                             |                                                           |                                                           |

|                 | 2 mars 2011     | Santos           | 1 – 1   | Cerro Porteño      | Estádio Urbano Caldeira (Vila Belmiro)                   |                                                          |
| 21:50 UTC−03:00 | 21:50 UTC−03:00 | Elano 54′ (str.) | Rapport | Nanni 90+1′ (str.) | Santos Publik: 6,735 Domare: Héctor Baldassi (Argentina) | Santos Publik: 6,735 Domare: Héctor Baldassi (Argentina) |
|                 |                 |                  |         |                    |                                                          |                                                          |

|                 | 10 mars 2011    | Cerro Porteño | 1 – 1   | Deportivo Táchira | Estadio General Pablo Rojas                             |                                                         |
| 19:15 UTC−03:00 | 19:15 UTC−03:00 | Nanni 27′     | Rapport | Herrera 61′       | Asunción Publik: 15,499 Domare: Darío Ubriaco (Uruguay) | Asunción Publik: 15,499 Domare: Darío Ubriaco (Uruguay) |
|                 |                 |               |         |                   |                                                         |                                                         |

|                 | 16 mars 2011    | Colo-Colo                           | 3 – 2   | Santos              | Estadio Monumental David Arellano                           |                                                             |
| 21:50 UTC−03:00 | 21:50 UTC−03:00 | Paredes 26′ Miralles 34′ Scotti 42′ | Rapport | Elano 4′ Neymar 48′ | Santiago Publik: 26,343 Domare: Sergio Pezzotta (Argentina) | Santiago Publik: 26,343 Domare: Sergio Pezzotta (Argentina) |
|                 |                 |                                     |         |                     |                                                             |                                                             |

|                 | 6 april 2011    | Deportivo Táchira | 0 – 2   | Cerro Porteño        | Estadio Polideportivo de Pueblo Nuevo                           |                                                                 |
| 18:00 UTC−04:30 | 18:00 UTC−04:30 |                   | Rapport | Nanni 20′ Torres 65′ | San Cristóbal Publik: 3,587 Domare: Sergio Pezzotta (Argentina) | San Cristóbal Publik: 3,587 Domare: Sergio Pezzotta (Argentina) |
|                 |                 |                   |         |                      |                                                                 |                                                                 |

|                 | 6 april 2011    | Santos                          | 3 – 2   | Colo-Colo           | Estádio Urbano Caldeira (Vila Belmiro)                  |                                                         |
| 21:45 UTC−03:00 | 21:45 UTC−03:00 | Elano 33′ Danilo 35′ Neymar 51′ | Rapport | Jerez 81′ Rubio 86′ | Santos Publik: 11,871 Domare: Roberto Silvera (Uruguay) | Santos Publik: 11,871 Domare: Roberto Silvera (Uruguay) |
|                 |                 |                                 |         |                     |                                                         |                                                         |

|                 | 12 april 2011   | Colo-Colo     | 2 – 1   | Deportivo Táchira | Estadio Monumental David Arellano                           |                                                             |
| 21:30 UTC−03:00 | 21:30 UTC−03:00 | Rubio 6′, 22′ | Rapport | Pérez Greco 4′    | Santiago Publik: 17,632 Domare: Héctor Baldassi (Argentina) | Santiago Publik: 17,632 Domare: Héctor Baldassi (Argentina) |
|                 |                 |               |         |                   |                                                             |                                                             |

|                 | 14 april 2011   | Cerro Porteño | 1 – 2   | Santos                      | Estadio General Pablo Rojas                              |                                                          |
| 19:30 UTC−04:00 | 19:30 UTC−04:00 | Benítez 90+3′ | Rapport | Danilo 11′ Maikon Leite 47′ | Asunción Publik: 12,940 Domare: Martín Vázquez (Uruguay) | Asunción Publik: 12,940 Domare: Martín Vázquez (Uruguay) |
|                 |                 |               |         |                             |                                                          |                                                          |

|                 | 20 april 2011   | Colo-Colo               | 2 – 3   | Cerro Porteño             | Estadio Monumental David Arellano                         |                                                           |
| 19:30 UTC−03:00 | 19:30 UTC−03:00 | Jorquera 4′ Paredes 20′ | Rapport | Fabbro 42′, 87′ Piris 47′ | Santiago Publik: 19,816 Domare: Jorge Larrionda (Uruguay) | Santiago Publik: 19,816 Domare: Jorge Larrionda (Uruguay) |
|                 |                 |                         |         |                           |                                                           |                                                           |

|                 | 20 april 2011   | Santos                            | 3 – 1   | Deportivo Táchira | Estádio Municipal Paulo Machado de Carvalho (Pacaembú)     |                                                            |
| 19:30 UTC−03:00 | 19:30 UTC−03:00 | Neymar 4′ Jonathan 13′ Danilo 72′ | Rapport | Chacón 69′        | São Paulo Publik: 37,701 Domare: Néstor Pitana (Argentina) | São Paulo Publik: 37,701 Domare: Néstor Pitana (Argentina) |
|                 |                 |                                   |         |                   |                                                            |                                                            |

### Grupp 6
| Nr | Lag               | S | V | O | F | GM | IM | MS  | P  |
| -- | ----------------- | - | - | - | - | -- | -- | --- | -- |
| 1  | Internacional     | 6 | 4 | 1 | 1 | 14 | 3  | +11 | 13 |
| 2  | Jaguares          | 6 | 3 | 0 | 3 | 6  | 8  | −2  | 9  |
| 3  | Emelec            | 6 | 2 | 2 | 2 | 4  | 5  | −1  | 8  |
| 4  | Jorge Wilstermann | 6 | 1 | 1 | 4 | 3  | 11 | −8  | 4  |

| Hemma \ Borta     | EMEL  | INTE  | JAGU  | JOWI  |
| Emelec            | —     | 1 – 1 | 1 – 0 | 1 – 0 |
| Internacional     | 2 – 0 | —     | 4 – 0 | 3 – 0 |
| Jaguares          | 2 – 1 | 1 – 0 | —     | 2 – 0 |
| Jorge Wilstermann | 0 – 0 | 1 – 4 | 2 – 1 | —     |

|                 | 16 februari 2011 | Emelec        | 1 – 1   | Internacional | Estadio George Capwell                                     |                                                            |
| 19:00 UTC−05:00 | 19:00 UTC−05:00  | Giménez 90+5′ | Rapport | Bolatti 79′   | Guayaquil Publik: 13,589 Domare: Néstor Pitana (Argentina) | Guayaquil Publik: 13,589 Domare: Néstor Pitana (Argentina) |
|                 |                  |               |         |               |                                                            |                                                            |

|                 | 16 februari 2011 | Jaguares                 | 2 – 0   | Jorge Wilstermann | Estadio Víctor Manuel Reyna                                  |                                                              |
| 20:15 UTC−06:00 | 20:15 UTC−06:00  | Martínez 66′ Esqueda 78′ | Rapport |                   | Tuxtla Gutiérrez Publik: 6,345 Domare: Juan Soto (Venezuela) | Tuxtla Gutiérrez Publik: 6,345 Domare: Juan Soto (Venezuela) |
|                 |                  |                          |         |                   |                                                              |                                                              |

|                 | 22 februari 2011 | Emelec      | 1 – 0   | Jorge Wilstermann | Estadio George Capwell                                |                                                       |
| 19:30 UTC−05:00 | 19:30 UTC−05:00  | Morante 33′ | Rapport |                   | Guayaquil Publik: 11,679 Domare: Jorge Osorio (Chile) | Guayaquil Publik: 11,679 Domare: Jorge Osorio (Chile) |
|                 |                  |             |         |                   |                                                       |                                                       |

|                 | 23 februari 2011 | Internacional                                 | 4 – 0   | Jaguares | Estádio José Pinheiro Borda (Beira-Rio)                       |                                                               |
| 21:50 UTC−03:00 | 21:50 UTC−03:00  | Bolatti 19′, 43′ Leandro Damião 65′ Oscar 90′ | Rapport |          | Porto Alegre Publik: 26,337 Domare: Roberto Silvera (Uruguay) | Porto Alegre Publik: 26,337 Domare: Roberto Silvera (Uruguay) |
|                 |                  |                                               |         |          |                                                               |                                                               |

|                 | 8 mars 2011     | Jaguares                      | 2 – 1   | Emelec       | Estadio Víctor Manuel Reyna                                         |                                                                     |
| 20:45 UTC−06:00 | 20:45 UTC−06:00 | Torres 43′ (str.) Salazar 66′ | Rapport | Menéndez 69′ | Tuxtla Gutiérrez Publik: 5,832 Domare: Marlon Escalante (Venezuela) | Tuxtla Gutiérrez Publik: 5,832 Domare: Marlon Escalante (Venezuela) |
|                 |                 |                               |         |              |                                                                     |                                                                     |

|                 | 16 mars 2011    | Jorge Wilstermann | 1 – 4   | Internacional                                                 | Estadio Félix Capriles                                       |                                                              |
| 18:30 UTC−04:00 | 18:30 UTC−04:00 | Brown 8′          | Rapport | Brown 16′ (sjm.) Leandro Damião 18′ Zé Roberto 24′ Kléber 80′ | Cochabamba Publik: 19,532 Domare: Enrique Cáceres (Paraguay) | Cochabamba Publik: 19,532 Domare: Enrique Cáceres (Paraguay) |
|                 |                 |                   |         |                                                               |                                                              |                                                              |

|                 | 16 mars 2011    | Emelec            | 1 – 0   | Jaguares | Estadio George Capwell                                       |                                                              |
| 19:50 UTC−05:00 | 19:50 UTC−05:00 | Quiroz 53′ (str.) | Rapport |          | Guayaquil Publik: 11,831 Domare: Víctor Hugo Carrillo (Peru) | Guayaquil Publik: 11,831 Domare: Víctor Hugo Carrillo (Peru) |
|                 |                 |                   |         |          |                                                              |                                                              |

|                 | 30 mars 2011    | Internacional                             | 3 – 0   | Jorge Wilstermann | Estádio José Pinheiro Borda (Beira-Rio)                     |                                                             |
| 21:50 UTC−03:00 | 21:50 UTC−03:00 | Oscar 18′ D'Alessandro 56′ Zé Roberto 72′ | Rapport |                   | Porto Alegre Publik: 28,085 Domare: Darío Ubriaco (Uruguay) | Porto Alegre Publik: 28,085 Domare: Darío Ubriaco (Uruguay) |
|                 |                 |                                           |         |                   |                                                             |                                                             |

|                 | 6 april 2011    | Jaguares    | 1 – 0   | Internacional | Estadio Víctor Manuel Reyna                                     |                                                                 |
| 17:30 UTC−05:00 | 17:30 UTC−05:00 | Salazar 54′ | Rapport |               | Tuxtla Gutiérrez Publik: 7,553 Domare: Wilmar Roldán (Colombia) | Tuxtla Gutiérrez Publik: 7,553 Domare: Wilmar Roldán (Colombia) |
|                 |                 |             |         |               |                                                                 |                                                                 |

|                 | 7 april 2011    | Jorge Wilstermann | 0 – 0   | Emelec | Estadio Félix Capriles                                        |                                                               |
| 18:15 UTC−04:00 | 18:15 UTC−04:00 |                   | Rapport |        | Cochabamba Publik: 1,171 Domare: Marlon Escalante (Venezuela) | Cochabamba Publik: 1,171 Domare: Marlon Escalante (Venezuela) |
|                 |                 |                   |         |        |                                                               |                                                               |

|                 | 19 april 2011   | Jorge Wilstermann            | 2 – 1   | Jaguares  | Estadio Félix Capriles                                     |                                                            |
| 19:15 UTC−04:00 | 19:15 UTC−04:00 | Fábio Mineiro 76′ Torres 81′ | Rapport | Torres 7′ | Cochabamba Publik: 1,510 Domare: Julio Quintana (Paraguay) | Cochabamba Publik: 1,510 Domare: Julio Quintana (Paraguay) |
|                 |                 |                              |         |           |                                                            |                                                            |

|                 | 19 april 2011   | Internacional                       | 2 – 0   | Emelec | Estádio José Pinheiro Borda (Beira-Rio)                   |                                                           |
| 20:15 UTC−03:00 | 20:15 UTC−03:00 | Rafael Sóbis 51′ Leandro Damião 84′ | Rapport |        | Porto Alegre Publik: 36,175 Domare: Óscar Ruiz (Colombia) | Porto Alegre Publik: 36,175 Domare: Óscar Ruiz (Colombia) |
|                 |                 |                                     |         |        |                                                           |                                                           |

### Grupp 7
| Nr | Lag             | S | V | O | F | GM | IM | MS  | P  |
| -- | --------------- | - | - | - | - | -- | -- | --- | -- |
| 1  | Cruzeiro        | 6 | 5 | 1 | 0 | 20 | 1  | +19 | 16 |
| 2  | Estudiantes     | 6 | 3 | 1 | 2 | 9  | 11 | −2  | 10 |
| 3  | Deportes Tolima | 6 | 2 | 2 | 2 | 5  | 8  | −3  | 8  |
| 4  | Guaraní         | 6 | 0 | 0 | 6 | 2  | 16 | −14 | 0  |

| Hemma \ Borta   | CRUZ  | DEPT  | ESTU  | GUAR  |
| Cruzeiro        | —     | 6 – 1 | 5 – 0 | 4 – 0 |
| Deportes Tolima | 0 – 0 | —     | 1 – 1 | 1 – 0 |
| Estudiantes     | 0 – 3 | 1 – 0 | —     | 5 – 1 |
| Guaraní         | 0 – 2 | 0 – 2 | 1 – 2 | —     |

|                 | 15 februari 2011 | Deportes Tolima | 1 – 0   | Guaraní | Estadio Manuel Murillo Toro                       |                                                   |
| 17:30 UTC−05:00 | 17:30 UTC−05:00  | Santoya 83′     | Rapport |         | Ibagué Publik: 8,021 Domare: Omar Ponce (Ecuador) | Ibagué Publik: 8,021 Domare: Omar Ponce (Ecuador) |
|                 |                  |                 |         |         |                                                   |                                                   |

|                 | 16 februari 2011 | Cruzeiro                                     | 5 – 0   | Estudiantes | Estádio Joaquim Henrique Nogueira (Arena do Jacaré)           |                                                               |
| 22:00 UTC−02:00 | 22:00 UTC−02:00  | Wallyson 1′, 82′ Roger 17′ Montillo 38′, 58′ | Rapport |             | Sete Lagoas Publik: 10,955 Domare: Carlos Amarilla (Paraguay) | Sete Lagoas Publik: 10,955 Domare: Carlos Amarilla (Paraguay) |
|                 |                  |                                              |         |             |                                                               |                                                               |

|                 | 22 februari 2011 | Cruzeiro                                        | 4 – 0   | Guaraní | Estádio Joaquim Henrique Nogueira (Arena do Jacaré)      |                                                          |
| 19:15 UTC−03:00 | 19:15 UTC−03:00  | Wallyson 29′, 63′ Farías 85′ Thiago Ribeiro 88′ | Rapport |         | Sete Lagoas Publik: 12,067 Domare: Raúl Orozco (Bolivia) | Sete Lagoas Publik: 12,067 Domare: Raúl Orozco (Bolivia) |
|                 |                  |                                                 |         |         |                                                          |                                                          |

|                 | 23 februari 2011 | Estudiantes    | 1 – 0   | Deportes Tolima | Estadio Ciudad de La Plata                              |                                                         |
| 19:30 UTC−03:00 | 19:30 UTC−03:00  | Barrientos 44′ | Rapport |                 | La Plata Publik: 29,034 Domare: Darío Ubriaco (Uruguay) | La Plata Publik: 29,034 Domare: Darío Ubriaco (Uruguay) |
|                 |                  |                |         |                 |                                                         |                                                         |

|                 | 2 mars 2011     | Deportes Tolima | 0 – 0   | Cruzeiro | Estadio Manuel Murillo Toro                             |                                                         |
| 17:30 UTC−05:00 | 17:30 UTC−05:00 |                 | Rapport |          | Ibagué Publik: 11,233 Domare: Jorge Larrionda (Uruguay) | Ibagué Publik: 11,233 Domare: Jorge Larrionda (Uruguay) |
|                 |                 |                 |         |          |                                                         |                                                         |

|                 | 9 mars 2011     | Guaraní              | 1 – 2   | Estudiantes                    | Estadio Defensores del Chaco                               |                                                            |
| 21:45 UTC−03:00 | 21:45 UTC−03:00 | Caballero 43′ (str.) | Rapport | Barrientos 50′ L. González 53′ | Asunción Publik: 1,078 Domare: Víctor Hugo Carrillo (Peru) | Asunción Publik: 1,078 Domare: Víctor Hugo Carrillo (Peru) |
|                 |                 |                      |         |                                |                                                            |                                                            |

|                 | 16 mars 2011    | Cruzeiro                                                                         | 6 – 1   | Deportes Tolima | Estádio Joaquim Henrique Nogueira (Arena do Jacaré)     |                                                         |
| 21:50 UTC−03:00 | 21:50 UTC−03:00 | Montillo 3′ Wallyson 31′ Roger 61′, 70′ (str.) Gilberto 88′ Thiago Ribeiro 90+1′ | Rapport | Marrugo 68′     | Sete Lagoas Publik: 8,198 Domare: Carlos Vera (Ecuador) | Sete Lagoas Publik: 8,198 Domare: Carlos Vera (Ecuador) |
|                 |                 |                                                                                  |         |                 |                                                         |                                                         |

|                 | 17 mars 2011    | Estudiantes                             | 5 – 1   | Guaraní         | Estadio Ciudad de La Plata                               |                                                          |
| 19:15 UTC−03:00 | 19:15 UTC−03:00 | López 1′, 18′, 58′ L. González 24′, 81′ | Rapport | Ju. Benítez 79′ | La Plata Publik: 13,318 Domare: Martín Vázquez (Uruguay) | La Plata Publik: 13,318 Domare: Martín Vázquez (Uruguay) |
|                 |                 |                                         |         |                 |                                                          |                                                          |

|                 | 30 mars 2011    | Deportes Tolima    | 1 – 1   | Estudiantes      | Estadio Manuel Murillo Toro                       |                                                   |
| 17:30 UTC−05:00 | 17:30 UTC−05:00 | Noguera 30′ (str.) | Rapport | F. Fernández 23′ | Ibagué Publik: 7,797 Domare: Víctor Rivera (Peru) | Ibagué Publik: 7,797 Domare: Víctor Rivera (Peru) |
|                 |                 |                    |         |                  |                                                   |                                                   |

|                 | 30 mars 2011    | Guaraní | 0 – 2   | Cruzeiro                          | Estadio Defensores del Chaco                       |                                                    |
| 21:50 UTC−03:00 | 21:50 UTC−03:00 |         | Rapport | Thiago Ribeiro 15′ Ortigoza 90+2′ | Asunción Publik: 119 Domare: Enrique Osses (Chile) | Asunción Publik: 119 Domare: Enrique Osses (Chile) |
|                 |                 |         |         |                                   |                                                    |                                                    |

|                 | 13 april 2011   | Guaraní | 0 – 2   | Deportes Tolima       | Estadio Defensores del Chaco                             |                                                          |
| 20:50 UTC−04:00 | 20:50 UTC−04:00 |         | Rapport | Santoya 48′ Closa 68′ | Asunción Publik: 200 Domare: Joaquín Antequera (Bolivia) | Asunción Publik: 200 Domare: Joaquín Antequera (Bolivia) |
|                 |                 |         |         |                       |                                                          |                                                          |

|                 | 13 april 2011   | Estudiantes | 0 – 3   | Cruzeiro                                     | Estadio Ciudad de La Plata                                |                                                           |
| 21:50 UTC−03:00 | 21:50 UTC−03:00 |             | Rapport | Thiago Ribeiro 10′ Wallyson 45′ Gilberto 82′ | La Plata Publik: 14,828 Domare: Roberto Silvera (Uruguay) | La Plata Publik: 14,828 Domare: Roberto Silvera (Uruguay) |
|                 |                 |             |         |                                              |                                                           |                                                           |

### Grupp 8
| Nr | Lag           | S | V | O | F | GM | IM | MS | P  |
| -- | ------------- | - | - | - | - | -- | -- | -- | -- |
| 1  | LDU Quito     | 6 | 3 | 1 | 2 | 12 | 4  | +8 | 10 |
| 2  | Peñarol       | 6 | 3 | 0 | 3 | 6  | 11 | −5 | 9  |
| 3  | Independiente | 6 | 2 | 2 | 2 | 7  | 8  | −1 | 8  |
| 4  | Godoy Cruz    | 6 | 2 | 1 | 3 | 8  | 10 | −2 | 7  |

| Hemma \ Borta | GOCR  | INDE  | LDUQ  | PEÑ   |
| Godoy Cruz    | —     | 1 – 1 | 2 – 1 | 1 – 3 |
| Independiente | 1 – 3 | —     | 1 – 1 | 3 – 0 |
| LDU Quito     | 2 – 0 | 3 – 0 | —     | 5 – 0 |
| Peñarol       | 2 – 1 | 0 – 1 | 1 – 0 | —     |

|                 | 17 februari 2011 | Godoy Cruz                    | 2 – 1   | LDU Quito  | Estadio Malvinas Argentinas                             |                                                         |
| 22:15 UTC−03:00 | 22:15 UTC−03:00  | C. Sánchez 16′ N. Sánchez 59′ | Rapport | Reasco 53′ | Mendoza Publik: 19,524 Domare: Martín Vázquez (Uruguay) | Mendoza Publik: 19,524 Domare: Martín Vázquez (Uruguay) |
|                 |                  |                               |         |            |                                                         |                                                         |

|                 | 24 februari 2011 | Independiente                       | 3 – 0   | Peñarol | Estadio Libertadores de América                            |                                                            |
| 19:15 UTC−03:00 | 19:15 UTC−03:00  | Parra 46′ Pellerano 70′ Silvera 85′ | Rapport |         | Avellaneda Publik: 21,354 Domare: Salvio Fagundes (Brazil) | Avellaneda Publik: 21,354 Domare: Salvio Fagundes (Brazil) |
|                 |                  |                                     |         |         |                                                            |                                                            |

|                 | 1 mars 2011     | Godoy Cruz  | 1 – 3   | Peñarol                    | Estadio Malvinas Argentinas                            |                                                        |
| 20:15 UTC−03:00 | 20:15 UTC−03:00 | Ramírez 30′ | Rapport | Olivera 1′, 41′ Aguiar 67′ | Mendoza Publik: 12,946 Domare: Paulo Oliveira (Brazil) | Mendoza Publik: 12,946 Domare: Paulo Oliveira (Brazil) |
|                 |                 |             |         |                            |                                                        |                                                        |

|                 | 3 mars 2011     | LDU Quito                              | 3 – 0   | Independiente | Estadio Casa Blanca                                |                                                    |
| 20:30 UTC−05:00 | 20:30 UTC−05:00 | Ambrosi 10′ M. Bolaños 52′ Urrutia 78′ | Rapport |               | Quito Publik: 13,768 Domare: Óscar Ruiz (Colombia) | Quito Publik: 13,768 Domare: Óscar Ruiz (Colombia) |
|                 |                 |                                        |         |               |                                                    |                                                    |

|                 | 9 mars 2011     | Peñarol    | 1 – 0   | LDU Quito | Estadio Centenario                                     |                                                        |
| 20:30 UTC−02:00 | 20:30 UTC−02:00 | Aguiar 57′ | Rapport |           | Montevideo Publik: 42,455 Domare: Víctor Rivera (Peru) | Montevideo Publik: 42,455 Domare: Víctor Rivera (Peru) |
|                 |                 |            |         |           |                                                        |                                                        |

|                 | 10 mars 2011    | Independiente | 1 – 3   | Godoy Cruz                              | Estadio Libertadores de América                                |                                                                |
| 21:45 UTC−03:00 | 21:45 UTC−03:00 | Parra 15′     | Rapport | Fredes 28′ (sjm.) Rojas 32′ Ramírez 56′ | Avellaneda Publik: 10,625 Domare: Patricio Loustau (Argentina) | Avellaneda Publik: 10,625 Domare: Patricio Loustau (Argentina) |
|                 |                 |               |         |                                         |                                                                |                                                                |

|                 | 17 mars 2011    | LDU Quito                                                    | 5 – 0   | Peñarol | Estadio Casa Blanca                                   |                                                       |
| 19:30 UTC−05:00 | 19:30 UTC−05:00 | Luna 22′ W. Calderon 45+1′, 78′ Valdez 58′ (sjm.) Barcos 63′ | Rapport |         | Quito Publik: 15,329 Domare: Wilmar Roldán (Colombia) | Quito Publik: 15,329 Domare: Wilmar Roldán (Colombia) |
|                 |                 |                                                              |         |         |                                                       |                                                       |

|                 | 23 mars 2011    | Godoy Cruz  | 1 – 1   | Independiente | Estadio Malvinas Argentinas                                |                                                            |
| 19:30 UTC−03:00 | 19:30 UTC−03:00 | Ramírez 33′ | Rapport | Defederico 1′ | Mendoza Publik: 11,819 Domare: Héctor Baldassi (Argentina) | Mendoza Publik: 11,819 Domare: Héctor Baldassi (Argentina) |
|                 |                 |             |         |               |                                                            |                                                            |

|                 | 31 mars 2011    | Peñarol                 | 2 – 1   | Godoy Cruz           | Estadio Centenario                                     |                                                        |
| 21:15 UTC−03:00 | 21:15 UTC−03:00 | Olivera 42′ Freitas 70′ | Rapport | Rodríguez 57′ (sjm.) | Montevideo Publik: 43,179 Domare: Heber Lopes (Brazil) | Montevideo Publik: 43,179 Domare: Heber Lopes (Brazil) |
|                 |                 |                         |         |                      |                                                        |                                                        |

|                 | 5 april 2011    | Independiente    | 1 – 1   | LDU Quito               | Estadio Libertadores de América                            |                                                            |
| 21:15 UTC−03:00 | 21:15 UTC−03:00 | Núñez 23′ (str.) | Rapport | J. Velázquez 57′ (sjm.) | Avellaneda Publik: 13,270 Domare: Carlos Torres (Paraguay) | Avellaneda Publik: 13,270 Domare: Carlos Torres (Paraguay) |
|                 |                 |                  |         |                         |                                                            |                                                            |

|                 | 12 april 2011   | Peñarol | 0 – 1   | Independiente | Estadio Centenario                                         |                                                            |
| 19:15 UTC−03:00 | 19:15 UTC−03:00 |         | Rapport | Parra 33′     | Montevideo Publik: 51,989 Domare: Antonio Arias (Paraguay) | Montevideo Publik: 51,989 Domare: Antonio Arias (Paraguay) |
|                 |                 |         |         |               |                                                            |                                                            |

|                 | 12 april 2011   | LDU Quito                 | 2 – 0   | Godoy Cruz | Estadio Casa Blanca                                  |                                                      |
| 17:15 UTC−05:00 | 17:15 UTC−05:00 | L. Bolaños 47′ Barcos 58′ | Rapport |            | Quito Publik: 15,516 Domare: Paulo Oliveira (Brazil) | Quito Publik: 15,516 Domare: Paulo Oliveira (Brazil) |
|                 |                 |                           |         |            |                                                      |                                                      |